# Lac Teragaike
Le lac Teragaike (寺ヶ池) se trouve à Kawachinagano, préfecture d'Osaka. Il fut créé durant l'époque d'Edo. La pêche y est interdite. Tous les 1er août, on peut admirer un feu d'artifice à partir de la digue nord.

## Histoire
En 1649, les Nakamura Yojibei (中村與次兵衛, Nakamura Yojibei) jouèrent un rôle décisif en étendant ce qui n'était qu'un petit étang afin de gagner des terres pour semer le riz. Près de 40 000 hommes y furent employés.
En 1969, une rénovation a été faite.